# Dino Fava Passaro
Dino Fava Passaro (Formia, 16 marzo 1977) è un calciatore italiano, attaccante della Sessana.

## Carriera

### Club

#### Dalle giovanili all'esordio in Serie B a Trieste
Ha iniziato a giocare nelle giovanili della Sessana (i suoi genitori sono di Sessa Aurunca), ha giocato anche nello Scauri-Minturno, portato al team aurunco da Rolando Conte, per alcuni mesi per poi giocare il primo campionato nel 1995-1996 nella sua città natale, a Formia nei dilettanti, disputando 19 partite con 3 reti.
Nella stagione 1996-1997 prosegue la sua maturazione al Napoli dove vince anche la Coppa Italia Primavera e l'anno dopo viene dato in prestito all'Acireale in Serie C1 dove colleziona 25 presenze senza reti.
Nel 1998-1999 torna al Napoli in Serie B ma non gioca e nella stagione seguente viene ceduto a titolo definitivo alla Pro Patria in Serie C2, dove in 31 partite segna 12 reti.
Nel 2000 approda al Varese in Serie C1, dove rimane due stagioni. La prima, in 30 presenze mette a segno 6 reti, mentre nella seconda in 33 gare va in gol 16 volte.
Nella stagione 2002-2003 viene acquistato dalla Triestina. Dopo qualche partita iniziata in panchina diventa titolare dell'attacco alabardato e grazie alle sue 22 reti in 38 partite (vice capocannoniere della Serie B) contribuisce al buon campionato disputato dai giuliani conclusosi al quinto posto.

#### L'esordio in Serie A a Udine, poi Treviso
Nella stagione successiva, 2003-04, approda in Serie A nell'Udinese, anche per sostituire Roberto Muzzi ceduto alla Lazio. Ad Udine esordisce nella massima serie il 21 settembre 2003 in Bologna-Udinese 2-0 e mette a segno il suo primo gol in Serie A il 5 ottobre 2003 in Ancona-Udinese 0-3. Chiuderà la prima stagione in massima serie con 31 presenze e 12 gol (da segnalare la tripletta messa a segno contro il Perugia il 26 ottobre 2003).
Nella stagione 2004-2005 resta all'Udinese e alla fine del campionato, che per l'allora squadra di Luciano Spalletti vale la qualificazione in Champions League con il quarto posto finale, colleziona 24 presenze con 2 reti.
Nel campionato 2005-2006 approda al Treviso promosso d'ufficio in Serie A in un'operazione che vede il brasiliano Barreto compiere il tragitto opposto. Il campionato di Fava si adegua alla mediocrità generale della squadra biancoceleste, che conclude la stagione all'ultimo posto, ritornando dopo un solo anno di permanenza nella massima categoria, in Serie B. La stagione successiva fa coppia in attacco con un giovanissimo Acquafresca realizzando complessivamente dieci reti.

#### Bologna e Salernitana in Serie B
Nell'agosto 2007 si trasferisce in comproprietà al Bologna. Qui, dopo quasi un'intera stagione senza mai andare a segno, ma fornendo comunque diversi assist per il compagno d'attacco Massimo Marazzina, colleziona due reti consecutive in altrettante partite (decisiva quella contro il Mantova, nella partita vinta dal Bologna per 1-0 in trasferta), contribuendo alla promozione dei felsinei in Serie A. 
Fava non segue però i rossoblu in massima serie, perché il suo cartellino torna ad appartenere per intero al Treviso che già a luglio 2008 lo gira in prestito alla Salernitana.
Con i campani sigla il suo primo gol il 15 settembre 2008 su calcio di rigore, durante il match valido per la terza giornata del campionato di Serie B, Salernitana-Frosinone. Prima di fratturarsi la mandibola contro l'Ancona e restare fermo per mesi, ha siglato altre due reti che hanno fruttato 6 punti alla squadra granata: una a Piacenza ed una su rigore a Modena, entrambe queste partite si sono concluse per 1-0 in favore della Salernitana. Con i suoi 3 gol è stato sempre decisivo portando 9 punti alla squadra di mister Castori. Torna in campo a gennaio e sigla il gol del vantaggio granata a Frosinone, quarta rete in 13 presenze. Prima di infortunarsi nuovamente, sigla una doppietta con il Modena (vittoria granata per 3-2).
A fine stagione torna al Treviso, ma a causa del fallimento della squadra si ritrova svincolato. Il 4 settembre 2009 ritorna alla Salernitana, con cui firma un contratto biennale. Segna il suo primo gol dal suo ritorno al 1º minuto della partita persa poi 1-2 contro il Cittadella.

#### Dalla Serie C alle categorie dilettantistiche
Al termine del contratto sceglie di rimanere in provincia di Salerno legandosi il 5 agosto 2011 alla Paganese militante in Lega Pro Seconda Divisione. Al suo primo anno con la squadra campana conquista al termine dei playoff una promozione in Lega Pro Prima Divisione.
Il 24 settembre 2013 firma un contratto annuale con il Terracina militante in Serie D.
Ad agosto 2014 torna alla Sessana, squadra dove è cresciuto calcisticamente, neopromossa in Eccellenza.
Dopo essere stato nominato capitano della squadra, debutta il 14 settembre in Portici-Sessana 0-3, prima giornata di campionato, aprendo le marcature al 36' del primo tempo. A novembre 2015, però, viene messo fuori squadra per scelta del presidente Vrola.
Il 16 febbraio 2016 viene ingaggiato dal Portici allenato da Pasquale Borrelli, al suo secondo anno da tecnico dopo il ritiro dal calcio giocato. Inizia una striscia positiva di trofei. Assieme ai vesuviani riesce a rimontare l'Afragolese in campionato conquistando la promozione in Serie D, ma anche la vittoria della Coppa Italia Dilettanti, giocata contro l'Ebolitana allo Stadio Squitieri di Sarno.
Il 25 luglio 2017 viene ingaggiato dal Savoia. Coi biancoscudati vince il campionato di Eccellenza e la fase regionale della Coppa Italia Dilettanti. Il secondo double per l'attaccante, che assieme agli oplontini batte anche il record di punti e di risultati utili siglato pochi anni prima dall'Ercolanese di Gigi Squillante.
Il 14 giugno 2018 viene tesserato dal Giugliano. A Gennaio 2019 con i gialloblù gioca la finale regionale di Coppa Italia Dilettanti contro l'Audax Cervinara decisa ai rigori, è lui a tirare il primo penalty parato poi dal portiere dell'Audax, al termine sarà proprio la squadra caudina a vincere il trofeo. In campionato dopo un'annata a inseguire il Frattamaggiore calcio, il Giugliano nelle giornate finali del campionato raggiunge la capolista nerostellata costringendola allo spareggio per la vittoria del campionato e della promozione. Vinceranno i "tigrotti" per 2-0 conquistando la quarta serie nazionale, ad aprire le marcature sarà proprio Fava, mettendo a segno la rete numero 26 in campionato, suo record personale.
Nell'estate 2019 accetta il progetto dell'Afragolese di Raffaele Niutta con alla guida Giovanni Masecchia. Il 29 gennaio 2020 conquista la terza Coppa Italia Dilettanti, vincendo contro il Costa D'Amalfi con il risultato di 1-0. Nell'estate 2020, dopo aver centrato la promozione in serie D, rinnova il contratto con la società rossoblù. 
Alla fine della stagione 2020-21 lascia i rossoblù e il 18 agosto viene ufficialmente annunciato come nuovo giocatore della Maddalonese, inserita nel Girone B dell'Eccellenza Campana.
Nell'estate 2022 fa ritorno dopo varie stagioni alla Sessana, che prenderà parte al torneo di Promozione Campana.

## Statistiche

### Presenze e reti nei club
Statistiche aggiornate al 22 aprile 2019.
| Stagione           | Squadra            | Campionato         | Campionato | Campionato | Coppe nazionali | Coppe nazionali | Coppe nazionali | Coppe europee | Coppe europee | Coppe europee | Totale | Totale |
| Stagione           | Squadra            | Comp               | Pres       | Reti       | Comp            | Pres            | Reti            | Comp          | Pres          | Reti          | Pres   | Reti   |
| ------------------ | ------------------ | ------------------ | ---------- | ---------- | --------------- | --------------- | --------------- | ------------- | ------------- | ------------- | ------ | ------ |
| 1995-1996          | Formia             | CND                | 19         | 3          | CI-D            | ?               | ?               | -             | -             | -             | 19+    | 3+     |
| 1996-1997          | Napoli             | A                  | 0          | 0          | CI              | 0               | 0               | -             | -             | -             | 0      | 0      |
| 1997-1998          | Acireale           | C1                 | 25         | 0          | CI-C            | ?               | ?               | -             | -             | -             | 25+    | 0+     |
| 1998-1999          | Napoli             | B                  | 0          | 0          | CI              | 0               | 0               | -             | -             | -             | 0      | 0      |
| 1999-2000          | Pro Patria         | C2                 | 31         | 12         | CI-C            | ?               | ?               | -             | -             | -             | 31+    | 12+    |
| 2000-2001          | Varese             | C1                 | 33         | 6          | CI+CI-C         | 2+?             | 0+?             | -             | -             | -             | 35+    | 6+     |
| 2001-2002          | Varese             | C1                 | 33         | 16         | CI-C            | ?               | ?               | -             | -             | -             | 33+    | 16+    |
| Totale Varese      | Totale Varese      | Totale Varese      | 63         | 22         |                 | 2+              | 0+              |               |               |               | 68+    | 22+    |
| 2002-2003          | Triestina          | B                  | 38         | 22         | CI              | 2               | 1               | -             | -             | -             | 40     | 23     |
| 2003-2004          | Udinese            | A                  | 31         | 12         | CI              | 2               | 1               | CU            | 2             | 1             | 35     | 14     |
| 2004-2005          | Udinese            | A                  | 24         | 2          | CI              | 5               | 0               | CU            | 2             | 0             | 31     | 2      |
| Totale Udinese     | Totale Udinese     | Totale Udinese     | 55         | 14         |                 | 7               | 1               |               | 4             | 1             | 66     | 19     |
| 2005-2006          | Treviso            | A                  | 22         | 3          | CI              | 0               | 0               | -             | -             | -             | 22     | 3      |
| 2006-2007          | Treviso            | B                  | 37         | 10         | CI              | 1               | 0               | -             | -             | -             | 37     | 10     |
| Totale Treviso     | Totale Treviso     | Totale Treviso     | 59         | 13         |                 | 1               | 0               |               |               |               | 60     | 13     |
| 2007-2008          | Bologna            | B                  | 29         | 2          | CI              | 0               | 0               | -             | -             | -             | 29     | 2      |
| 2008-2009          | Salernitana        | B                  | 22         | 6          | CI              | 3               | 1               | -             | -             | -             | 25     | 7      |
| 2009-2010          | Salernitana        | B                  | 20         | 1          | CI              | -               | -               | -             | -             | -             | 20     | 1      |
| 2010-2011          | Salernitana        | PD                 | 29         | 9          | CI              | 1               | 0               | -             | -             | -             | 32     | 9      |
| Totale Salernitana | Totale Salernitana | Totale Salernitana | 71         | 16         |                 | 4               | 1               |               |               |               | 77     | 17     |
| 2011-2012          | Paganese           | SD                 | 29+4       | 8+1        | CI-LP           | -               | -               | -             | -             | -             | 33     | 9      |
| 2012-2013          | Paganese           | PD                 | 25         | 1          | CI-LP           | -               | -               | -             | -             | -             | 25     | 1      |
| Totale Paganese    | Totale Paganese    | Totale Paganese    | 54+4       | 9+1        |                 |                 |                 |               |               |               | 58     | 10     |
| 2013-2014          | Terracina          | D                  | 25         | 8          | CID             | ?               | ?               | -             | -             | -             | 25+    | 8+     |
| 2014-2015          | Sessana            | Ecc.               | 19         | 9          | CIDL            | 1               | 0               | -             | -             | -             | 20     | 9      |
| 2015-feb.2016      | Sessana            | Ecc.               | 12         | 2          | CIDL            | ?               | ?               | -             | -             | -             | 12     | 2      |
| Totale Sessana     | Totale Sessana     | Totale Sessana     | 31         | 11         |                 | 1               | 0               |               |               |               | 32     | 11     |
| feb.-giu. 2016     | Portici            | Ecc.               | ?          | ?          | CIDL            | ?               | ?               | -             | -             | -             | ?      | ?      |
| 2016-2017          | Portici            | Ecc.               | ?          | 14         | CIDL            | ?               | ?               | -             | -             | -             | ?      | 14     |
| Totale Portici     | Totale Portici     | Totale Portici     | ?          | 14+        |                 | ?               | ?               |               |               |               | ?      | 14+    |
| 2017-2018          | Savoia             | Ecc.               | 29         | 8          | CIDL            | 11              | 11              | -             | -             | -             | 40     | 19     |
| 2018-2019          | Giugliano          | Ecc.               | 30         | 26         | CIDL            | -               | -               | -             | -             | -             | 30     | 26     |
| 2019-2020          | Afragolese         | Ecc.               | ?          | 11         | CIDL            | 1               | 2               | -             | -             | -             | ?      | 13     |
| Totale carriera    | Totale carriera    | Totale carriera    | 507+       | 155+       |                 | 28+             | 14+             |               | 4             | 1             | 539+   | 170+   |

## Nella cultura di massa
A lui è dedicato l'intero capitolo 34, chiamato appunto Fava, del libro Il movimento è fermo de Lo Stato Sociale: in esso, il protagonista Zeno si paragona all'attaccante formiano perché, così come Fava durante la sua intera esperienza al Bologna non segnò mai fino alla fine del campionato, quando con due gol mandò i felsinei in Serie A, Zeno, dopo aver avuto una vita da "sfigato", all'improvviso trova una fidanzata, un lavoro ed un cane, che chiamerà proprio "Dinofava".

## Palmarès

### Competizioni giovanili
- Coppa Italia Primavera: 1

Napoli: 1996-1997

### Competizioni regionali
- Eccellenza: 4

Portici: 2016-2017 (girone A)
Savoia: 2017-2018 (girone A)
Giugliano: 2018-2019 (girone A)
Afragolese: 2019-2020 (girone A)
- Promozione: 4

Sessana: 2023-2024 (girone A)
- Coppa Italia Dilettanti Campania: 3

Portici: 2016-2017
Savoia: 2017-2018
Vis Afragolese: 2019-2020
- Coppa Italia Promozione Campania: 3

Sessana: 2023-2024